# Juhász- (Bán-) ház

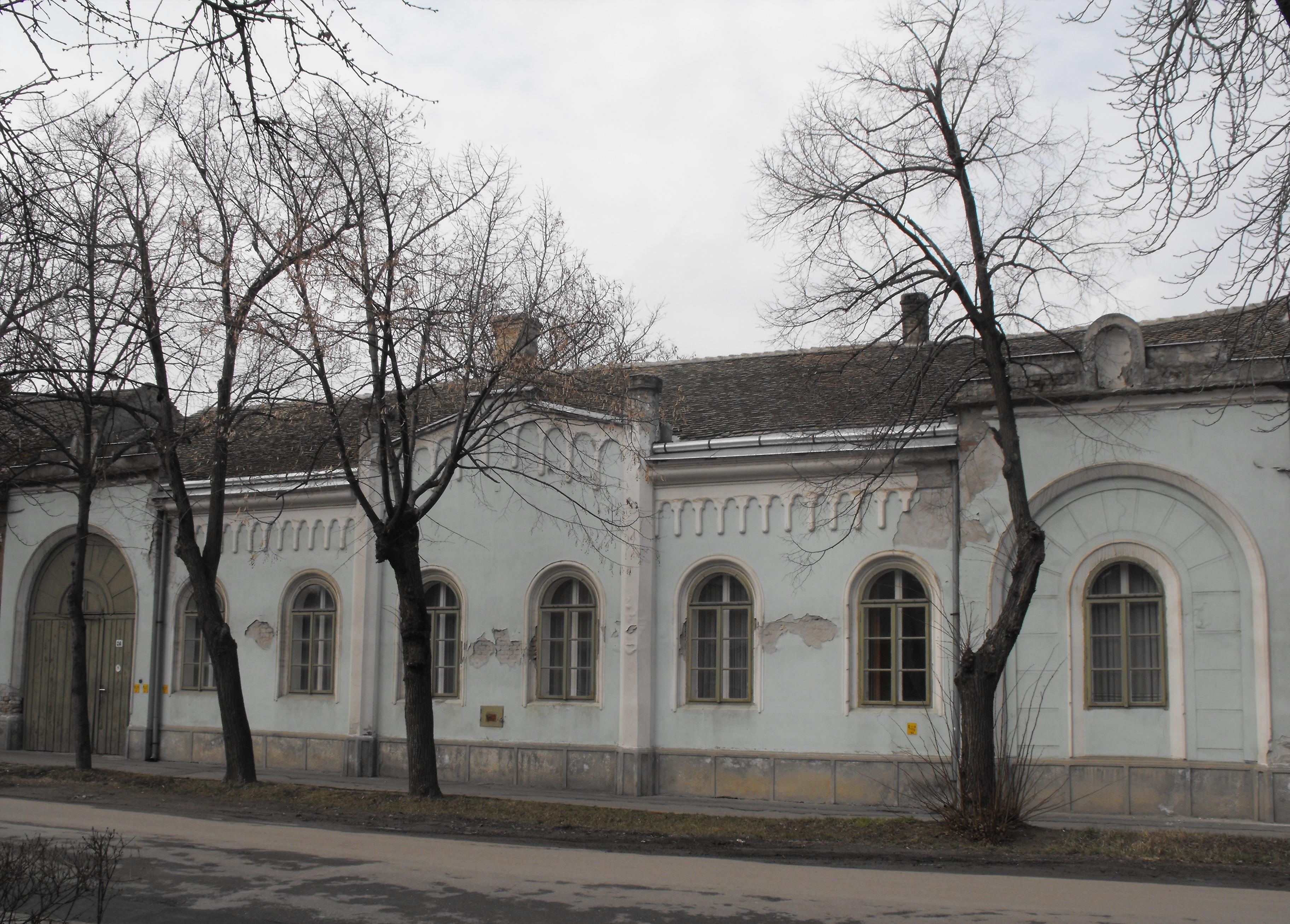
Az épület

A Juhász- (Bán-) ház a makói Belvárosban található, a város egyetlen romantikus polgárháza. Az épület műemléki védelmet élvez, törzsszáma a jegyzékben 2733.
A műemlék helyén Juhász Antal református lelkész vásárolt magának házat. A telken 1860 körül felépült új házba ügyvéd fia költözött esküvője után. A régi házat teljesen lebontották, és egyszerre építették fel a mai épület utcai és udvari frontját. Mivel a városban más, ehhez hasonló kúria nem található valószínűsíthetően nem helyi mérnök tervezte. A homlokzat szakszerű kivitelezése tapasztalt, jól képzett építészt feltételez. A házasságból gyermek nem született, ezért a házat 1896-ban  eladták dr. Bán Zsigmond ügyvédnek (Makó későbbi főügyésze). Ők jelzálogba adták, ezért haláluk után az Arad-Csanádi Gazdasági Takarékpénztár tulajdona lett. 1937-ben árverésen dr. Nacsa Mihály vármegyei főtisztviselő vásárolta meg. Halála után fia, majd unokái örökölték a házat. 1926-ban a konyhából fürdőszobát választottak le, a mosókonyha magtárként funkcionált. A második világháború után a kapualj melletti két helyiséget lakónak utalták ki. 1988 és 1991 között újították föl: befejezték a korábban elkezdett falszigetelést, kicserélték a burkolatot, újravakolták a falakat. A homlokzat hitelesen lett helyreállítva.
A mértéktartó architektúrájú épület homlokzatának uralkodó eleme a félkörív - megjelenik a nyílászáróknál, a szoborfülkéknél és az ívsoroknál is. A rizalitok enyhe kiugrásúak, a közöttük látható főpárkány ívsoros. A középrizalitot egy-egy pillér fogja össze, itt az oromfal csúcsának fölső díszítése nem emelkedik a két bástya pillér fölé. Az eredeti kapu középső, íves része az ablak formájához hasonlóan volt kiképezve; a mai kapu vízszintes záródású, a fölső világítóablakával rontott az épület szimmetrikus harmóniáján. A két sarokrizalit fölött lépcsőzetes oromzat és szoborfülke található. Ez utóbbi díszítőelemben szobor sohasem állt. Az ívelt kiképzésű, lábazatig futó ablakok vakolatkeretesek. 
A ház téglaalapozású, vert falú volt, deszkaszigeteléssel. A gerendafödém tapasztott csapos, a tető állványos nyeregtetővel, kettős, hódfarkú cserépfödésú. Az utcai homlokzatot téglából falazták.
Az épület az utcai fronton két-, az udvari szárnyon egytraktusos; ez téglapilléres, mellvédes tornácban és egy szárazbejárásos kapuban folytatódik. Az épület 10 helyiségből áll. Az udvari szárny alápincézett.
Az épületben gyakran tartózkodott Juhász István, aki 1870 és 1875 között Makó polgármestere volt, és Juhász Lajos szemorvos, a két világháború között üzemelő, nevét viselő nyilvános könyvtár alapítója.